# Carl Wilhelm Hering

Carl Wilhelm Hering, um 1865

Carl Wilhelm Hering (* 27. Januar 1790 in Freiberg; † 18. Januar 1871 in Dresden) war ein deutscher evangelischer Theologe und Chronist.

## Leben
Der Sohn des Freiberger Predigers Daniel Gottlob Hering wirkte von 1811 an als Pfarrer in Rottmannsdorf und von 1817 bis 1832 in der Serpentinsteinstadt Zöblitz im Erzgebirge. 1832 wurde er Superintendent des Kirchenbezirks Großenhain, wo er bis zu seinem Ruhestand im Jahre 1865 tätig war und sich vor allem für die Weiterentwicklung in den Kirchschulen einsetzte. Hering war Mitglied im Sächsischen Verein für Erforschung und Bewahrung vaterländischer Altertümer zu Leipzig. Er war Doktor der Theologie und sächsischer Konsistorialrat.
Er verfasste unter anderem eine Geschichte der kirchlichen Unionsversuche, des Weiteren die gegen den damals weit verbreiteten Rationalismus gerichtete Schrift Die Akephaler und einen Predigtband.
Bekannt wurde er durch die 1828 erschienene zweibändige Geschichte des sächsischen Hochlandes, welche sich einerseits durch die exakte Quellenforschung und -mitteilung, andererseits durch eine sehr volkstümliche Darstellung auszeichnete. Im ersten Band zeichnete Hering in 9 Abschnitten die Geschichte des Erzgebirges von etwa 1000–1817 nach. Der zweite Band enthält zunächst Annalen des Sächsischen Hochlandes und des Amtes Lauterstein, nebst angrenzenden Städten, Herrschaften und Rittergütern von 919 – 1827, im zweiten Teil überlieferte Hering eine Reihe interessanter Urkunden und Aktenstücke aus dem 14. bis 18. Jahrhundert, der dritte Teil enthält Listen von Amtspersonen, Pfarrern und Lehrern aus dem Amt Lauterstein bis 1827.
Sein Sohn William Hering war ebenfalls evangelischer Pfarrer und 1849/50 Abgeordneter im Sächsischen Landtag.

## Ehrungen
Hering war Ritter des Königlich Sächsischen Verdienstordens.

## Werke
- Zwey Predigten bey einer Amtsveränderung gehalten : nebst einer Beschreibung der Feyer des Reformationsjubiläums in Zöblitz, 1817
- Predigten zur Belebung des Glaubens an Jesum Christum und zur Beruhigung des Herzens: als Andachtsbuch für religiöse Familien, 1821
- Geschichte des Sächsischen Hochlandes: mit besonderer Beziehung auf das Amt Lauterstein und angrenzende Städte, Schlösser und Rittergüter, bei Johann Ambrosius Barth, Leipzig 1827/28 (Digitalisate: Band 1, Band 2, Band 3)
- Herr, ich habe lieb die Stätte deines Hauses! : eine Rede bei Einweihung der Kirche zu Zöbelitz ... 1829 gehalten, 1829
- Das erste und zweite Jubelfest der Uebergabe der Augsburger Confession nach den Verhältnissen, unter welchen, und des Geistes, in welchem es die evangelische Kirche Deutschlands im Jahre 1630 und 1730 gefeiert hat : nebst der Geschichte der Übergabe der Confession selbst, 1830
- Geschichte der kirchlichen Unions-Versuche seit der Reformation bis auf unsere Zeit, 1836/38
- Geschichte der im Jahre 1539 im Markgrafthume Meißen und dem dazu gehörigen thüringischen Kreise erfolgten Einführung der Reformation : Nach handschriftlichen Urkunden des königl. sächs. Haupt-Staatsarchivs, 1839
- De disputatione celeberrima sub auspicii Georgii ducis Saxonici Lipsiae anno salutis 1519 habita, 1839
- Rede und Gebet bei der Glockenweihe zu Prausitz am 13. Mai 1844, 1844
- Oberhofprediger Christoph Friedrich Ammon am 80ten Geburtstage, 1846
- Geschichte der Stadt und Ephorie Großenhain, 1849
- Weihe neuer Kirchenglocken und die Jubelfeier des Religionsfriedens in der erneuten Hauptkirche zu Großenhain am 15. und 23. September 1855 mit Hinblick auf diese Festfeier in der Ephorie Hain dargestellt, 1855
- Fünfzig Jahre eines Predigerlebens, 1862